# 受胎告知 (ドナテッロ)
『受胎告知』（じゅたいこくち、伊: Annunciazione, 英: Annunciation）または『カヴァルカンティの受胎告知』（カヴァルカンティのじゅたいこくち、伊: Annunciazione Cavalcanti, 英: Cavalcanti Annunciation）は、イタリアの彫刻家ドナテッロが製作した彫刻である。『聖告』または『カヴァルカンティ家の受胎告知』とも表記される。英語では “Cavalcanti Tabernacle” または “Annunciation tabernacle” とも呼称される。
1433年から1435年ごろに製作された。高さは420センチメートル、幅は274センチメートルであり、奥行きは30センチメートルである。サンタ・クローチェ聖堂が所蔵しており、同聖堂の南側廊の壁面に設置されている。ドナテッロは、サンタ・クローチェ聖堂内のカヴァルカンティ家の礼拝堂のために本作を製作した。
主材料としてピエトラ・セレーナと呼ばれる砂岩が用いられており、プットにはテラコッタやスタッコ（化粧しっくい）が用いられている。1895年、本作の複製がジュゼッペ・レッリ (Giuseppe Lelli) によって造られている。この複製は、石膏を用いたもので、ヴィクトリア&アルバート博物館で展示されている。

## 作品
キリスト教の正典である『新約聖書』に書かれたエピソードの1つ、「受胎告知」がテーマとなっている。聖母マリアは、大天使聖ガブリエルが現れたことに驚いた様子で、背後にある書見台や閉ざされた扉のほうに身をのけ反らせている。ガブリエルは、両腕を胸の前で交差させ、跪いて聖母マリアを仰ぎ見ている。聖母マリアは、開かれた状態の時祷書を携えている。聖母マリアの像は、古代ギリシャ時代の彫刻の影響を受けているとされる。
聖母マリアとガブリエルの像は、高浮き彫りと呼ばれる技法が用いられている。作品の上部には、3組6体のプットの像が配置されている。作品には、随所に金めっきが施されている。ピラスター（付柱）の上端部には、仮面があしらわれている。翼をもった花冠は、建築家レオン・バッティスタ・アルベルティの紋章である「有翼の眼」を反映したものであるとされる。
1994年から1995年にかけて、イタリアの文化財・文化活動省の機関の1つである貴石修復研究所によって修復作業が行われ、もともと作品は、大理石調の外観にするために白色に塗装されていた可能性があること、19世紀の金めっきは、もともと施されていた金めっきを反映していることが明らかになった。

画家で建築家のジョルジョ・ヴァザーリは、1568年に本作における聖母マリアについて次のように記している。

思いがけない天使の出現に驚いた聖母マリアは、優しくおずおずとした身ごなしでこの上ない敬意を表している。

またヴァザーリは、プットについて次のように記している。

高さにおびえてお互いにしっかりと抱きしめ合っているように見える。